# Nyugati tuja
A nyugati tuja (Thuja occidentalis) a fenyőalakúak (Pinales) rendjébe sorolt ciprusfélék (Cupressaceae) családjában a tuja (Thuja) nemzetség legismertebb faja, amit éppen ezért gyakorta „közönséges tujának”, illezve egyszerűen csak tujának neveznek. Egyéb nevei: kanadai cédrus, fehér cédrus, nyugati életfa.

## Származása, elterjedése
A nyugati tuja és az óriás tuja (Thuja plicata) is Észak-Amerika legfontosabb toboztermő fái közé tartozik. Mindkét faj erdőalkotó, de az óriás tuja a kontinens nyugati részén (a pacifikus–észak-amerikai flóraterületen), a nyugati tuja pedig a keleti oldalon (az atlantikus–észak-amerikai flóraterületen) nő (mindketten megtalálhatók az amerikai tajga déli részén is).
Valószínűleg ez volt az első olyan fafaj, amelyet Amerikából (1536 körül) betelepítettek Angliába.
A legnagyobb betelepített állományai Kínában, a Koreai-félszigeten és Oroszország európai részén nőnek.

## Természetes változatai, alakjai
- Thuja occidentalis var. fastigiata
- Thuja occidentalis var. nigra
- Thuja occidentalis var. pyramidalis
- Thuja occidentalis forma buchananii (Späth) Rehder
- Thuja occidentalis forma cristata (Carrière) C. K. Schneid.
- Thuja occidentalis forma filiformis (Beissn.) Rehder
- Thuja occidentalis forma lutescens (Beissn.) C. K. Schneid.
- Thuja occidentalis forma pendula (Gordon) Beissn.[2]

## Megjelenése, felépítése
Az óriás tujánál jóval kisebb; Magyarországon 10–12 méter magasra nő. A koronája karcsú, kúpos, a csúcsa mindig kissé lekerekített. Törzse egyenes. Hosszirányban repedezett kérge narancsvörös, idősebb korában szürkésbarna. Keskeny bordái sűrűn követik egymást; idővel keskeny csíkokban leválnak.
Koronája szabályos kúp vagy oszlop alakú. Rövid, ritkásan növő és sűrűn elágazó ágai vízszintesen állnak, hajtásai lecsüngenek. A leveles ágacskák fonákja a színénél valamivel világosabb zöld. A keresztben átellenesen álló, széles tojásdad pikkelylevelek színe fénytelen hamvaszöld, a fonákuk sárgászöld, közepükön mirigydudor látható. Szétmorzsolva aromás illatúak.
Az óriás tujáénál kisebb, csipkés, almaillatú pikkelylevelei gyakran sárgásak; ilyenkor hervatagnak tűnnek. Fonákuk egyértelműen és egyöntetűen ságás; fehér rajzolat(ok) nélkül.
Apró, hosszúkás, sötétvörös porzós virágai az ágak végén nőnek. A termős tobozok kezdetben sárgásak, beérve barnásak, rügyszerűen lazák, mintegy 10-20 milliméter hosszúak; 8-10 tobozpikkelyük száraz.

## Életmódja, termőhelye
A többi tujához hasonlóan örökzöld. Az óriás tujánál szívósabb, egyebek közt a hideget is lényegesen jobban bírja.
A mocsaras vidékeket kedveli: nedves, mélyrétegű, tápdús talajt és párás levegőt kíván. Rosszabb körülmények között is megél, de lassabban növekszik. Lombja télen bronzosra vagy barnásra színeződik, tavasszal visszazöldül.
Toboza szeptember–októberben nyílik fel. A tömegesen termő tobozoktól koronája sárgásnak látszik.
Télálló. Az átültetést — főleg a faiskolában nevelt példányok — még idősebb korukban is jól viselik.

## Felhasználása
Az indiánok életfának nevezték, és pikkelyleveleiből gyógyteát főztek. A skorbut gyógyítására C-vitamin-tartalma miatt alkalmas.
Nagyon széles körben elterjedt örökzöld dísznövény, több száz nemesített fajtája van. Nem a legjobb választás sövénynek, mégis milliószámra fogy erre a célra is. Rendszeres metszéssel és nyírással lehet csak szépen tartani, de drasztikus visszametszése csúnya kopasz foltokat eredményez. Magyarországon ez a leggyakrabban ültetett tuja, és az alapfaj helyét mindinkább a különböző változatok veszik át.
Oszlopos alakú fajtái:
- T. occidentalis 'Columna' — Karcsú oszlop, ferdén felálló oldalágakkal;[3]
- T. occidentalis 'Fastigiata' — Nagy, széles oszloppá nő. Gyűjtőnév: az oszlop alakú fajták magoncai.[4]
- T. occidentalis 'Holmstrup' — 1951-ben szelektálták. Lassan, 9 m-ig növő, 3-4 méteres sűrű hajtásrendszerű, kúpos alakú lesz. Ágai fölfelé csavarodó vonalban nőnek. Pikkelyleveleinek vége télen bronzos árnyalatúvá válhat.[5]
- T. occidentalis 'Lutea' — 1870 körül szelektálták, de ritka maradt. Koronája szabályos kúp alakú. Rövidhajtásai egyenletesen sárgák.
- T. occidentalis 'Malonyana' (malonyai tuja) — A Nyitrához közeli Malonyán szekvenálták a 20. század elején; mára az egész világon ismert, mint a legkarcsúbb oszlopos tuja. Az oszlop csúcsa lekerekedik. Előfordul, hogy fiatalon több törzse fejlődik;[6] 12–15 m magasra nő, de koronájának átmérője ekkor sem több egy méternél. Ha többtörzsű, ezek szorosan állnak, a koronát alig szélesítik. Rövid oldalágai sűrűn elágaznak, a hajtások vége némileg legyezőszerű. Sötét fényeszöld lombja télire kissé megbarnul. Teljesen télálló, a hótakaró sem károsítja.
- T. occidentalis 'Malonyana Aurea' — szép sárga lombú, mindig egy törzsű fajta; Szegeden a 'Malonyana' magvetéséből keletkezett;[7]
- T. occidentalis 'Micky' — zárt kúp alakú, fénylő sötétzöld lombú. A 'Holmstrup' törpe változata, magyar fajta;[4]
- T. occidentalis 'Smaragd' (syn. 'Emerald') — 5-6 méter magasra növő tömör, karcsú kúpos formájú, sövénynek metszve sűrűbb lesz az alapfajnál, pikkelylevelei télen is megőrzik szép színüket;[8][9]

Gömb alakú fajtái:
- T. occidentalis 'Danica' – legfeljebb 50 cm magasra növő lapított gömb formájú törpe;[10][11]
- T. occidentalis 'Globosa' – törpe növésű; a lapított gömb alakú bokor kissé szélesebb, mint amilyen magas. Tízéves korában 50–60 cm, kifejletten 1,5–2 m magas. Ágai és hajtásai nagyon sűrűn nőnek; utóbbiak vége a bokor alján és oldalán kissé lehajlik. Lombja tavasszal világos-, télen szürkészöld. Szinte bármilyen talajon megél, de az legyen nedves, a levegő pedig párás. Télálló.
- T. occidentalis 'Golden Globe' – 1-1,5 méteres sárga lombú gömb;[3]
- T. occidentalis 'Little Giant' – Lapított gömb alakú, sötétzöld pikkelylevelű, igen lassan növő törpe tuja;[3]
- T. occidentalis 'Woodwardii' – 1-1,5 méteres, igen szabályos, tömött gömb;[3]

Egyéb fajtái:
- T. occidentalis 'Brabant' – Tompa végű, keskeny kúpkoronát nevel, lombozata nyírás nélkül is tömött és sűrű;[4]
- T. occidentalis 'Ellwangeriana Aurea' –  1895-ben szelektálták. Legfeljebb 7 m magasra nő; óarany színű koronája csepp alakú. Igazából két, egymástól meglehetősen eltérő változatot jelölnek ezzel a névvel: az egyik 4–5 m magas, pikkely- és tűleveles, sudaras, széles kúp alakú és lassan növő, a másik kimondottan törpe, közel gömbölyded, jóformán csak tűlevelekkel. Mindkettő új hajtásai enyhén rózsaszín árnyalatú élénksárgák, nyáron aranysárgák, ősszel pedig megvörösödnek, illetve bebarnulnak.
- T. occidentalis 'Ericoides' – 1–1,5 m magasra növő, széles kúp alakú vagy gömbölyded bokor. Ágai felállók, oldalágai vízszintesek, lazán álló hajtásai gyakran bókolók. 6–8 mm hosszú, lágy, fölül sárgás-, alul szürkészöld tűlevelei körkörösen, illetve szórtan nőnek a hajtásokon. Lombja tavasszal üde, halvány szürkészöld, ősszel barnásra színeződik. Nem annyira télálló, mint az alapfaj. A hó könnyen szétnyomja, ez ellen az ágak összekötözésével vagy lerázogatásával védekezhetünk. Igényli a szélvédett, nedves környezetet, a párás levegőt. Eleinte gyorsan nő, majd megáll, és attól fogva csak terebélyesedik.
- T. occidentalis 'Rheingold' – bronzos-sárgás lombú, télen még inkább színes;[12] Az 'Ellwangeriana Aurea' narancsosabb árnyalatú változata [13]
- T. occidentalis 'Spiralis' – 1923-ban szelektálták, de máig meglehetősen ritka. 3-4 méter magasra növő, sötét lombú, kúp alakú fajta, hajtásai csavarodottak

## Képek

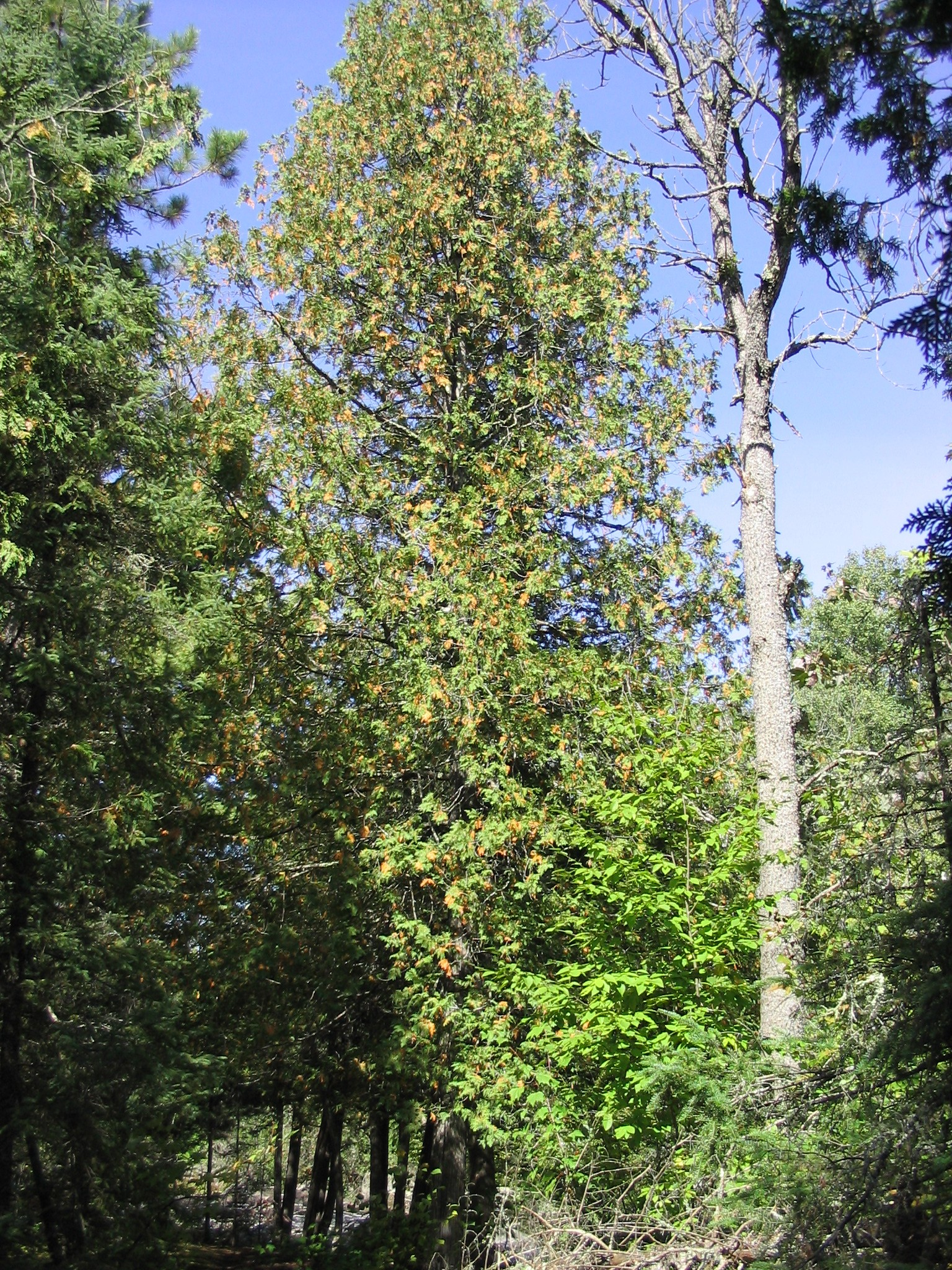
A növény
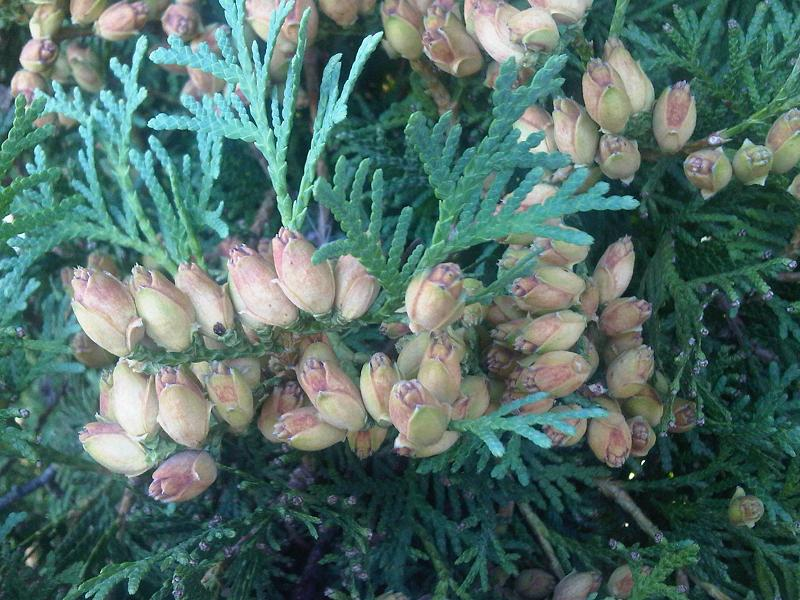
tobozai,
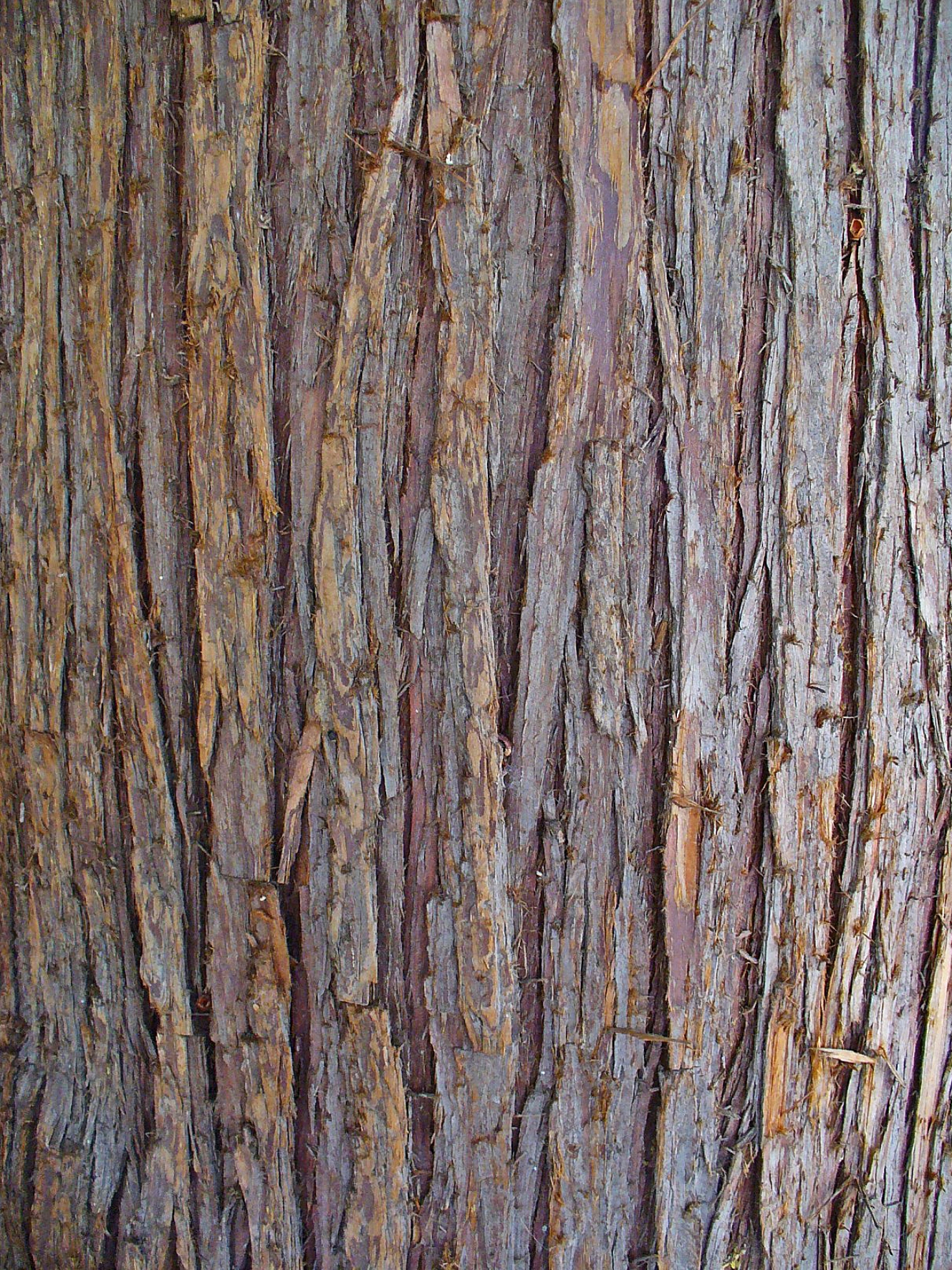
kérge
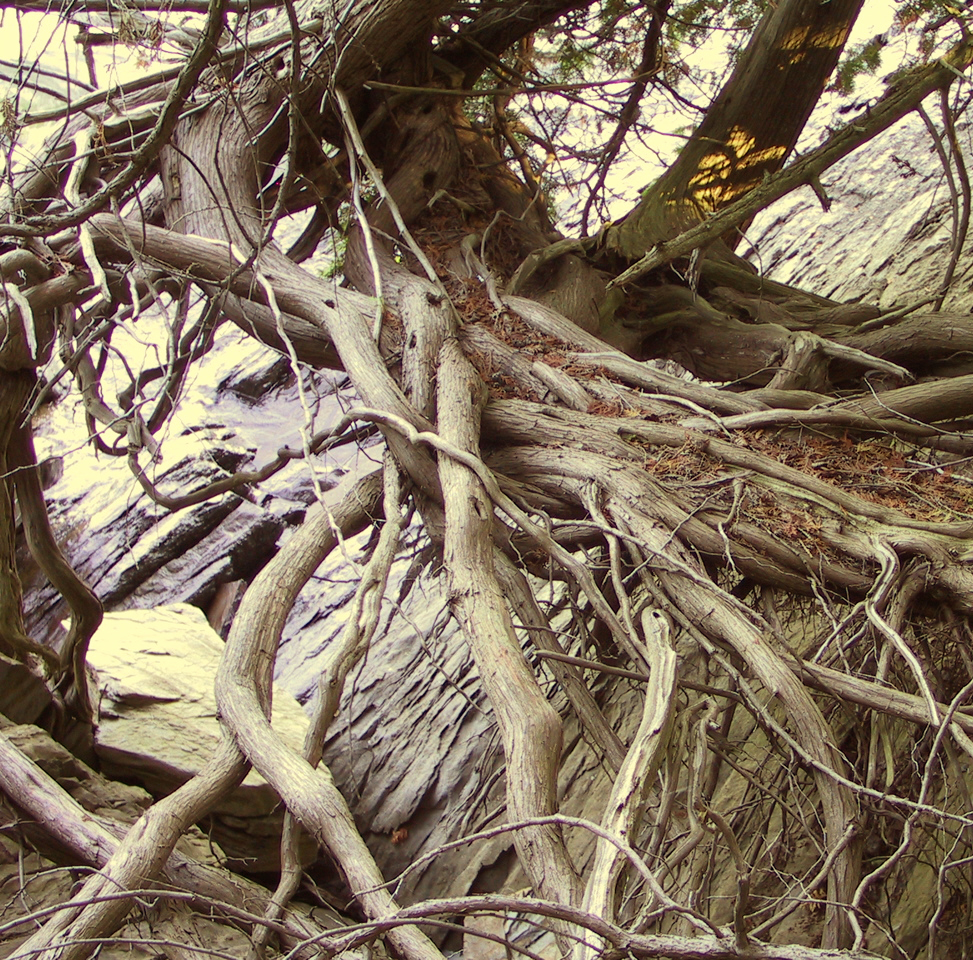
és gyökerei
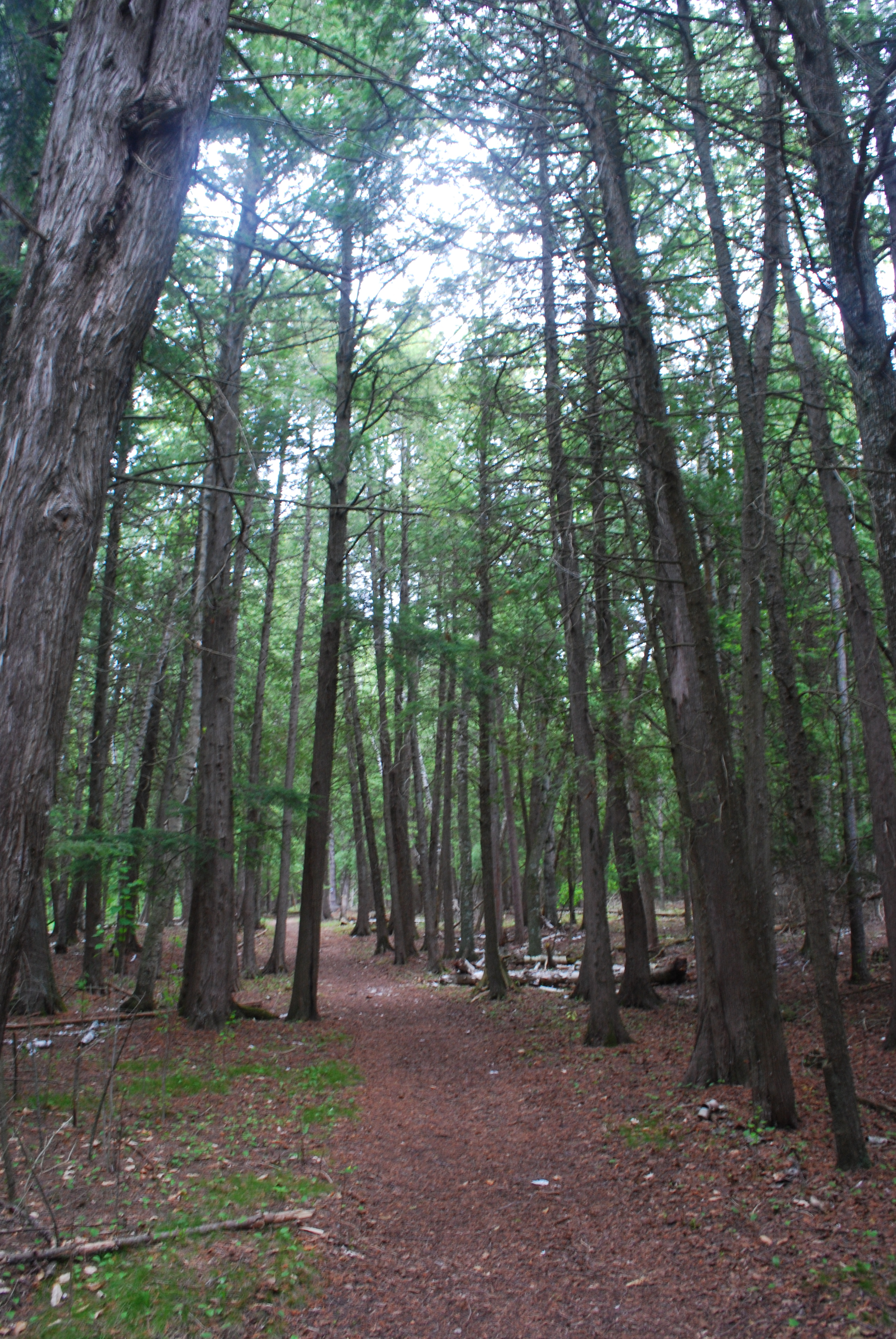
A természetes élőhelyén
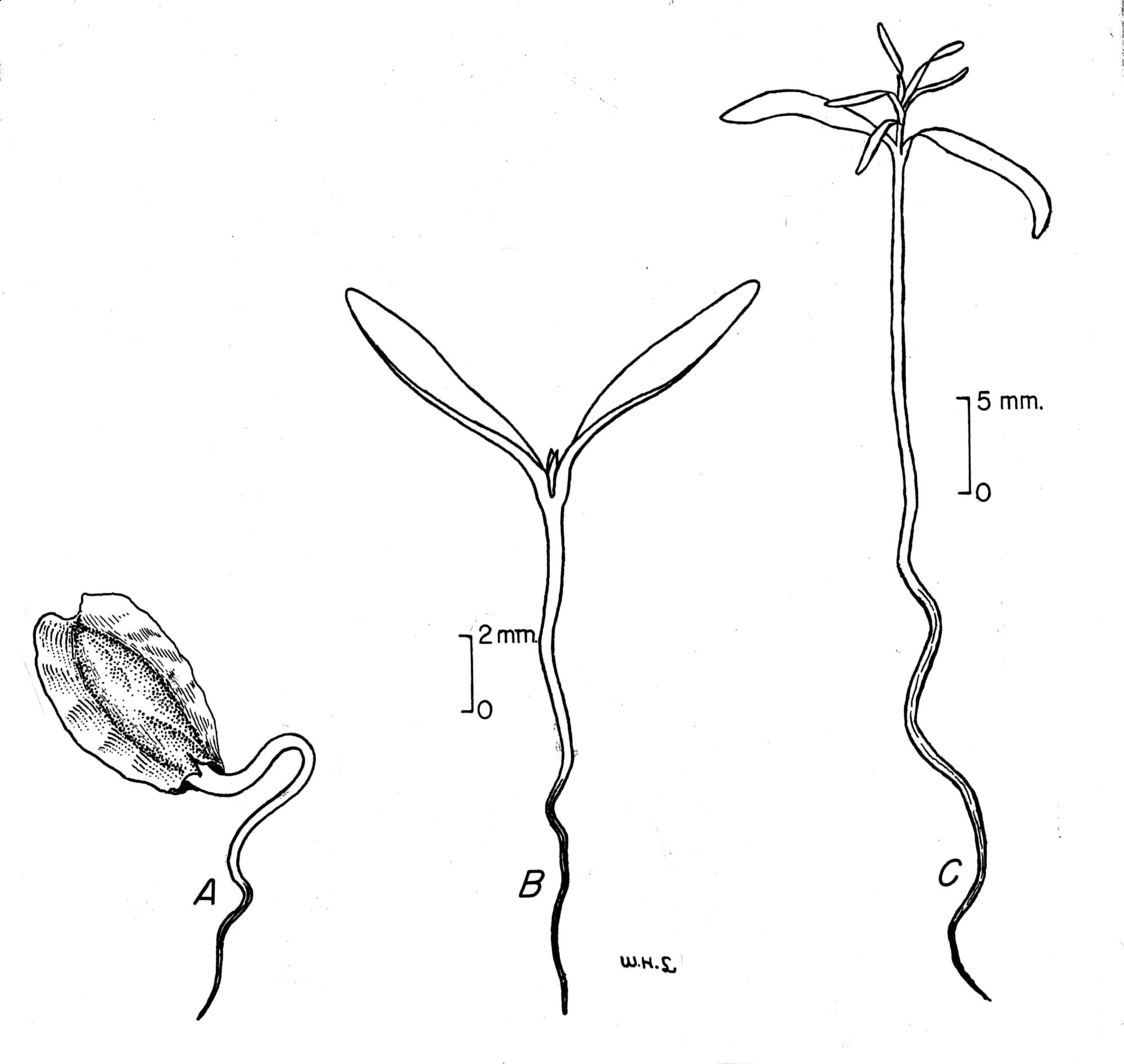
Rajz a magtól a csemetéig
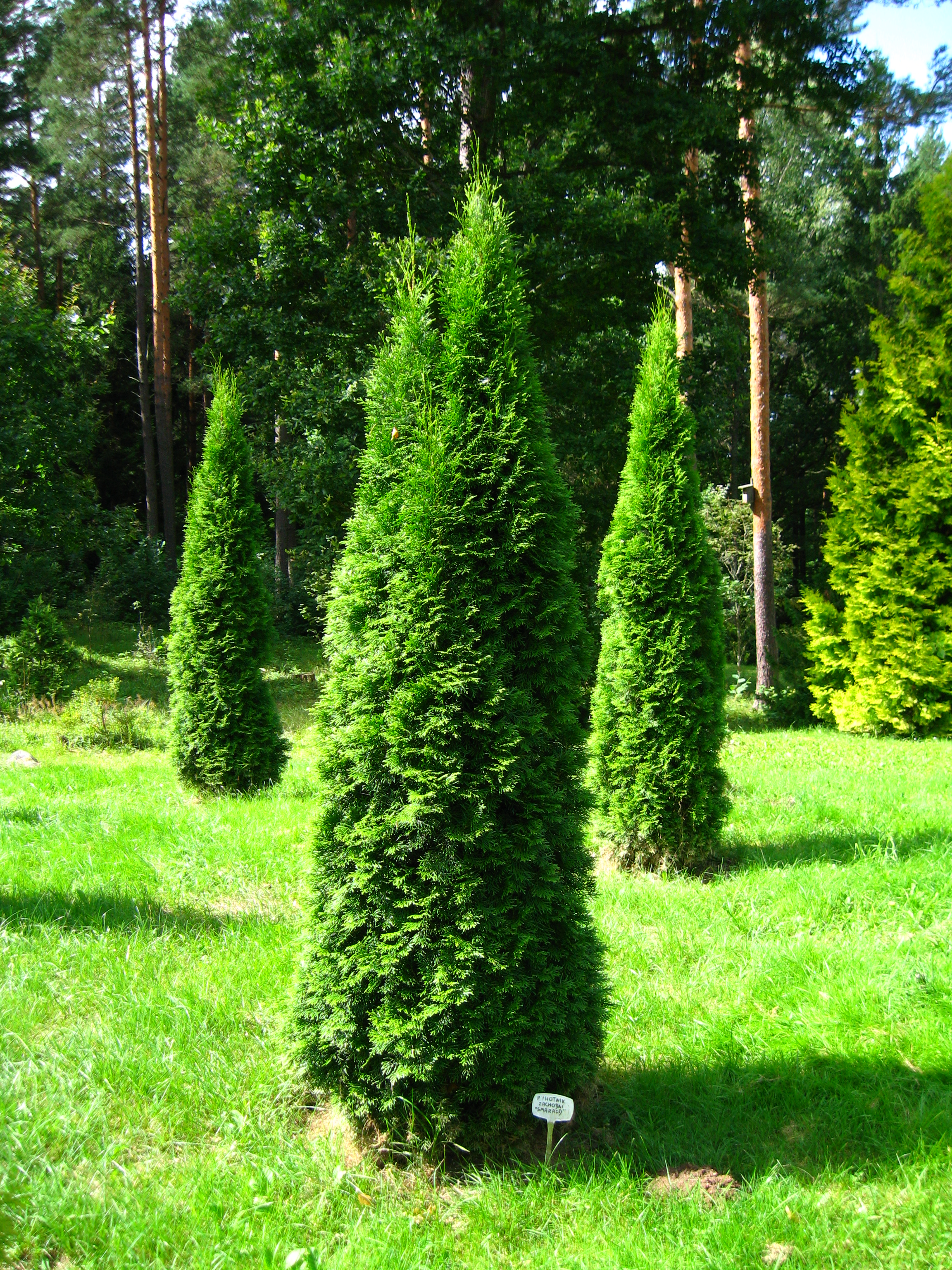
Thuja occidentalis 'Smaragd'
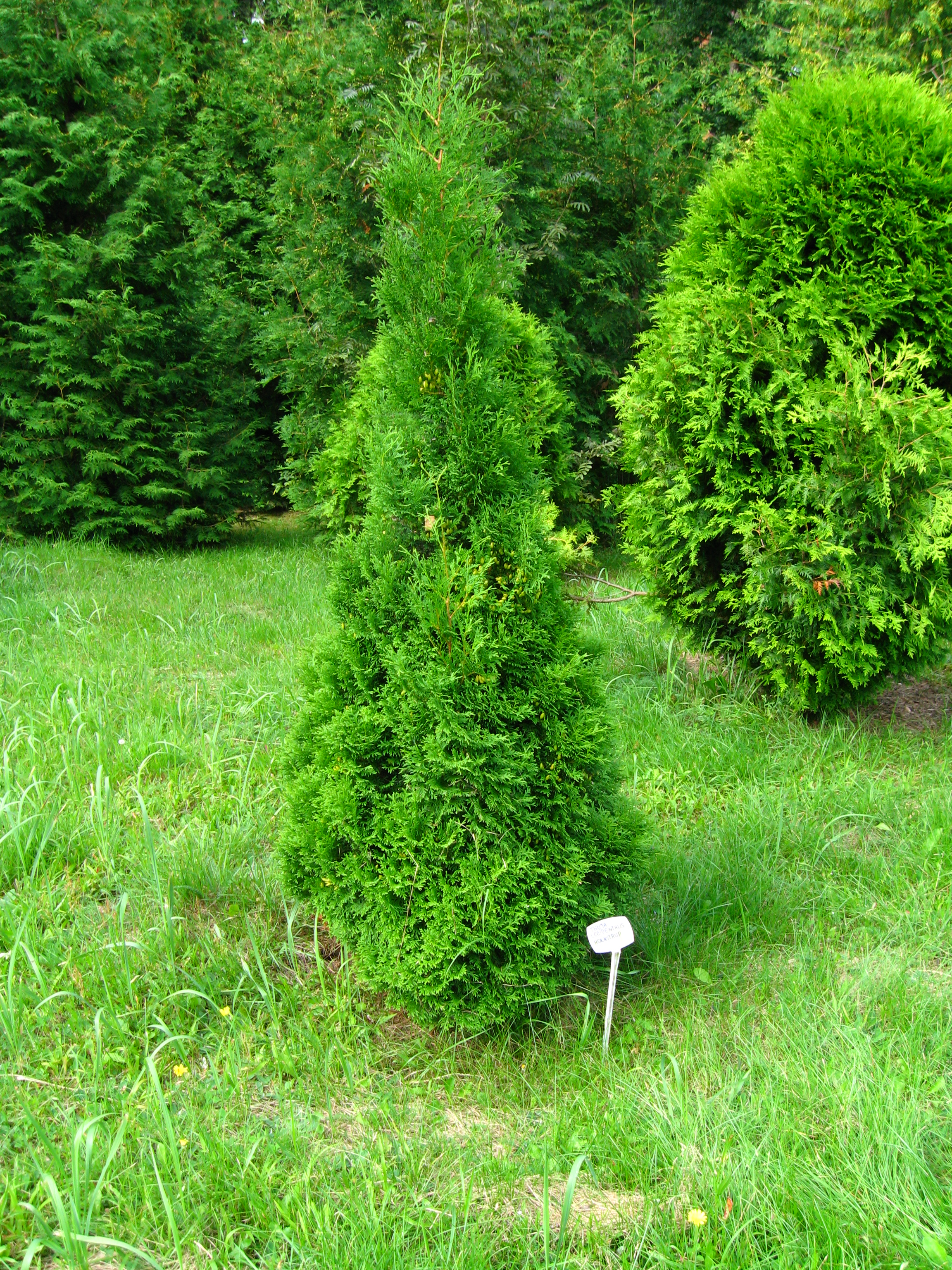
Thuja occidentalis 'Holmstrup'
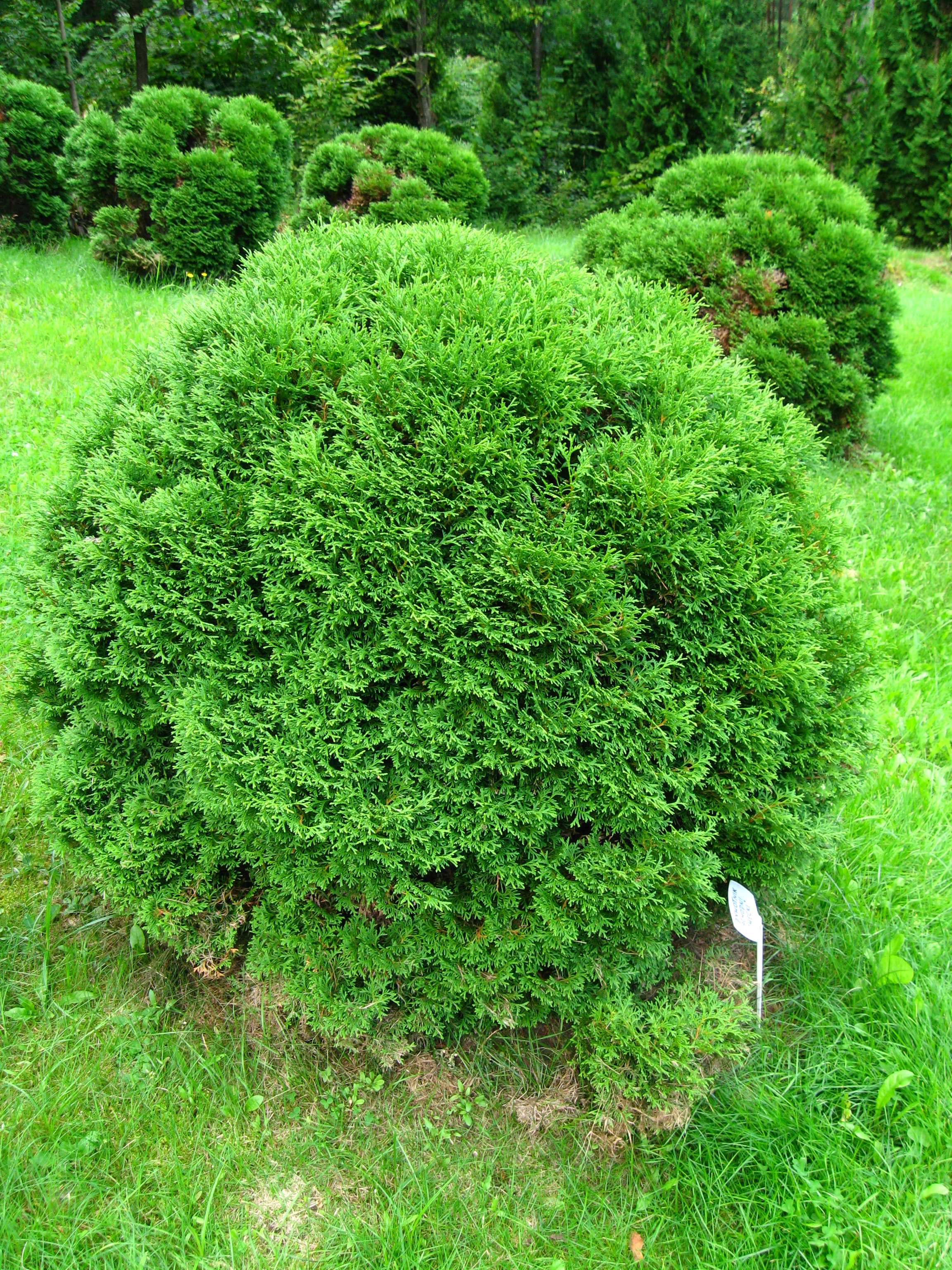
Thuja occidentalis 'Mecki'